# Байбулатов Ірбайхан Адилханович
Ірбайхан Адилханович Байбулатов (Ірбайхан Адельханович Бейбулатов) (березень 1912 року, селище Осман'юрт, Терська область, Російська імперія — 26 жовтня 1943 року, Мелітополь, Запорізька область, Українська РСР, СРСР) — радянський офіцер, учасник Німецько-радянської війни, командир батальйону 690- го стрілецького полку 126-ї Горлівської стрілецької дивізії 51-ї армії 4-го Українського фронту, Герой Радянського Союзу (1.11.1943), старший лейтенант.

## Біографія
Народився в березні 1912 року в селищі Осман'юрт у селянській родині. Про його національну приналежність точаться суперечки: в одних джерелах його називають кумиком, що відповідає офіційним документам, в інших — чеченцем. Причина різнобою в тому, що в 1942 році був виданий наказ про ненагородження чеченців та інгушів, і тому для заохочення вайнахів, що відзначилися, командири записували їх під іншими національностями. У книзі «Посемейный списокъ селенія Осман-юрт „2“ участка Хасавъ-Юртовъского округа Терской области. № 22. Составленъ въ 1886 году» сім'я Ірбайхана вказана як чеченці, а у графі мова вказана «чеченська».
1938 року закінчив Грозненське педагогічне училище, після чого працював директором школи в рідному селі. У 1941 році був призваний до Червоної Армії. 1942 року закінчив Буйнакське піхотне училище.
У боях у районі станиці Пролетарської командир роти Байбулатов зазнав важкого поранення. Був визнаний загиблим та нагороджений орденом Червоної Зірки. На батьківщину була відправлена похоронка. Але він вижив і повернувся на фронт до своєї частини.
Особливо відзначився командир 1-го стрілецького батальйону Байбулатов восени 1943 в запеклих боях за місто Мелітополь. Із 19 по 23 жовтня батальйон під командуванням Байбулатова, одним із перших увірвавшись до міста, вів вуличні бої, вибивши супротивника з центральної частини міста. Бійцями батальйону було придушено понад сотню вогневих точок, знищено 7 танків та близько тисячі одиниць живої сили противника. Командир батальйону особисто підбив два танки та знищив понад двадцять німецьких солдатів та офіцерів. 26 жовтня 1943 року Ірбайхан Байбулатов загинув у бою.

Указом Президії Верховної Ради СРСР від 1 листопада 1943
за зразкове виконання бойових завдань Командування з прориву сильно укріпленої смуги німців та визволення міста Мелітополь та виявлені при цьому відвагу та геройство
старшому лейтенанту Байбулатову Ірбайхану Адилхановичу посмертно надано звання Героя Радянського Союзу.

## Нагороди
- Медаль «Золота Зірка» Героя Радянського Союзу
- Орден Леніна
- Орден Червоної Зірки

## Пам'ять
- Байбулатов похований у місті Мелітополь у братській могилі на площі Кірова.
- Його ім'ям названі Осман'юртська середня школа, вулиці у Грозному, Махачкалі та Мелітополі.
- Його ім'ям названо вулицю в селі Адільотар Хасав'юртівського району Республіки Дагестан.
- У 2010 році у Грозному відкрито меморіальний комплекс «Алея Слави», де встановлено барельєф та пам'ятну дошку на честь героя.
- У Мелітопольській гімназії № 5 (розташованої на вулиці Байбулатова, неподалік могили героя) в 2007 році було створено музей Байбулатова[15].
- У 1982 році на будівлі Грозненського педагогічного училища (вул. Ляпідєвського, 9) установили дошку[16]: